# Жалмагамбетов, Танирберген Жалмагамбетович
Танирберген Жалмагамбетович Жалмагамбетов (14 апреля 1920 — 10 сентября 1998) — советский и казахстанский государственный деятель, сотрудник КГБ СССР, генерал-майор.

## Биография
Родился в ауле № 24 Челкарского района Актюбинской области Казахстана.
Окончил рабфак, затем обучался в Алма-Атинской межкраевой школе НКГБ СССР, которую окончил в 1944 году. Высшее образование получил в Казахском государственном педагогическом институте имени Абая, заочно окончив его в 1956 году.
Начал трудовую деятельность в 1936 году и по 1943 год работал на различных должностях в системе банковских учреждений Кзыл-Ординской области.
С 1943 по 1984 годы — в органах НКВД/КГБ СССР, где среди прочих занимал должности начальника УКГБ Кокчетавской, Целиноградской, Южно-Казахстанской областей.
В 1977 году назначен начальником Управления КГБ по городу Алма-Ате и Алма-Атинской области. В октябре 1977 года Танирбергену Жалмагамбетову присвоено звание генерал-майор. В 1984 году вышел на пенсию из органов КГБ СССР.
С апреля 1984 по сентябрь 1988 года — директор гостиницы «Казахстан» в Алма-Ате.
С 1991 года и до конца жизни Танирберген Жалмагамбетов являлся президентом благотворительной ассоциации «Антитеза» (занималось увековечиванием памяти погибших в ВОВ, а также поддержкой детей Приаралья, которые пострадали в результате экологического бедствия).
Занимался публицистикой. Его авторству принадлежат повесть «Троцкий в алма-атинской ссылке» и рассказ «Последние дни профессора Чаянова».

## Награды
- орден Красного Знамени
- орден Трудового Красного Знамени
- медаль «За победу над Германией»
- медаль «За боевые заслуги»
- знак «Почётный сотрудник госбезопасности»